# A Mão de Deus
È stata la mano di Dio (bra/prt: A Mão de Deus) é um filme de drama italiano de 2021 dirigido, escrito e produzido por Paolo Sorrentino. Protagonizado por Filippo Scotti, Toni Servillo e Teresa Saponangelo faz referência autobiográfica à juventude de Sorrentino em Nápoles.
Concorreu ao Leão de Ouro no 78º Festival Internacional de Cinema de Veneza, onde ganhou o Grande Prêmio do Júri, e Filippo Scotti recebeu o Prêmio Marcello Mastroianni. Estreou em um lançamento limitado em 24 de novembro de 2021 e, em seguida, foi distribuído globalmente pela Netflix em 15 de dezembro daquele ano. No Oscar 2022, representou a Itália como melhor filme internacional.

## Elenco
- Filippo Scotti - Fabietto Schisa
- Toni Servillo - Saverio Schisa
- Teresa Saponangelo - Maria Schisa
- Luisa Ranieri - Patrizia
- Massimiliano Gallo - Franco
- Renato Carpentieri as Alfredo
- Ciro Capano - Antonio Capuano
- Marlon Joubert - Marchino Schisa
- Betti Pedrazzi - Baronessa Focale
- Biagio Manna - Armando
- Enzo De Caro - San Gennaro
- Sofya Gershevich - Yulia
- Roberto Oliveri - Maurizio
- Lino Musella - Mariettiello
- Cristiana Dell'Anna - irmã de Armando
- Monica Nappo - Silvana
- Carmen Pommella - Annarella
- Adriano Saleri - assistente de Federico Fellini